# Dito
Il dito (pl. dita o diti) è una delle estremità articolari delle mani e dei piedi dell'essere umano o degli animali. La presenza delle dita caratterizza la classe dei tetrapodi.

## Dita umane

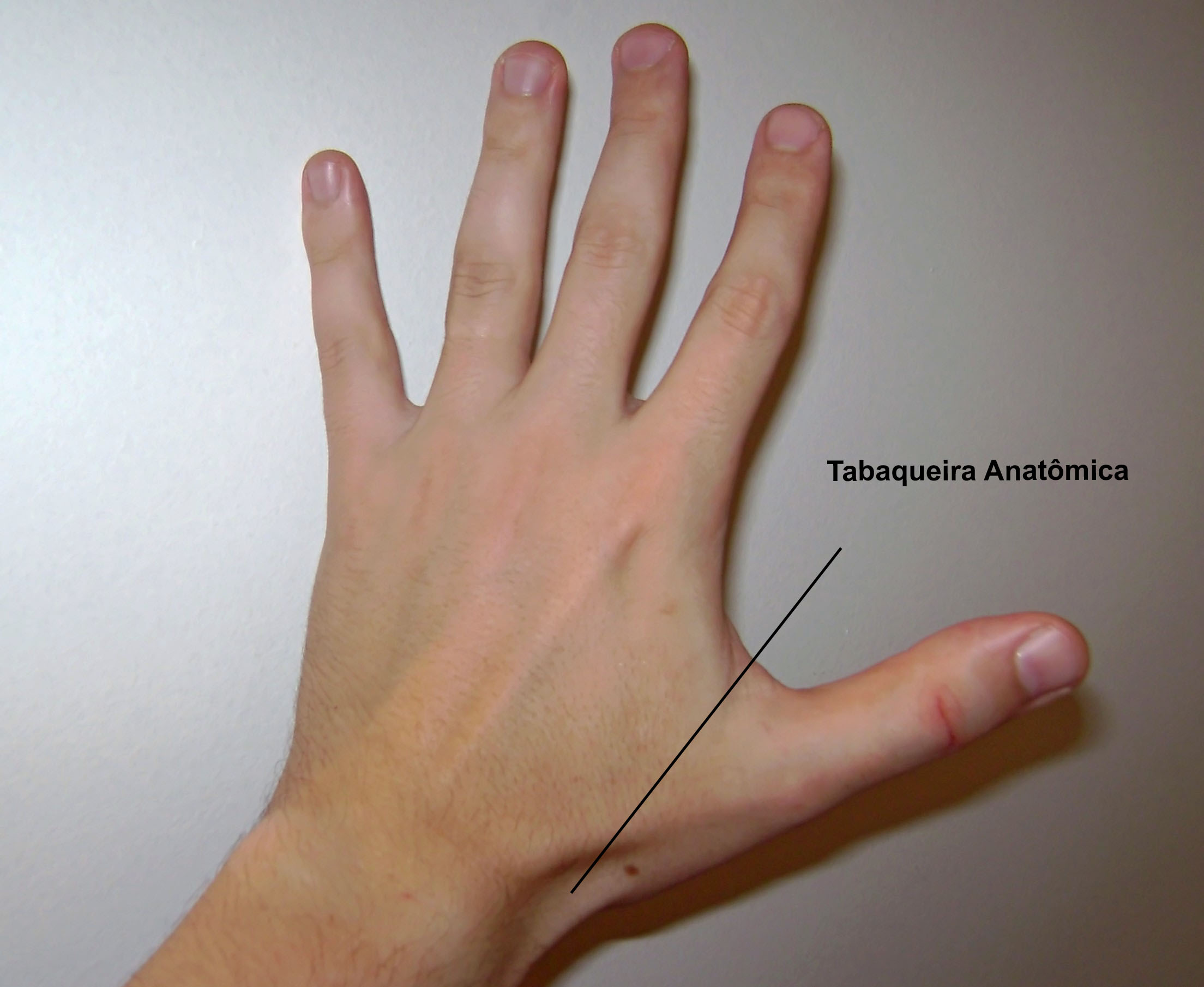
Le dita della mano sinistra

Il dito è composto da falangi, generalmente tre, salvo il pollice e l'alluce che ne hanno due.
Le dita terminano con l'unghia dalla parte del dorso, mentre il polpastrello è la parte superiore di ogni dito dalla parte del palmo.
Le dita della mano nell'essere umano sono, nell'ordine:
- il pollice, il cui nome che deriva dal latino pollex, pollicis.
- l'indice, il cui nome è legato alla funzione gestuale di indicare gli oggetti.
- il medio, il cui nome è legato alla sua posizione, trovandosi nel mezzo delle altre dita della mano.
- l'anulare, il cui nome è legato alla tradizione occidentale di recarvi la fede nuziale.
- il mignolo, il cui nome è legato alle sue dimensioni essendo il più piccolo (minimo) tra le dita della mano.

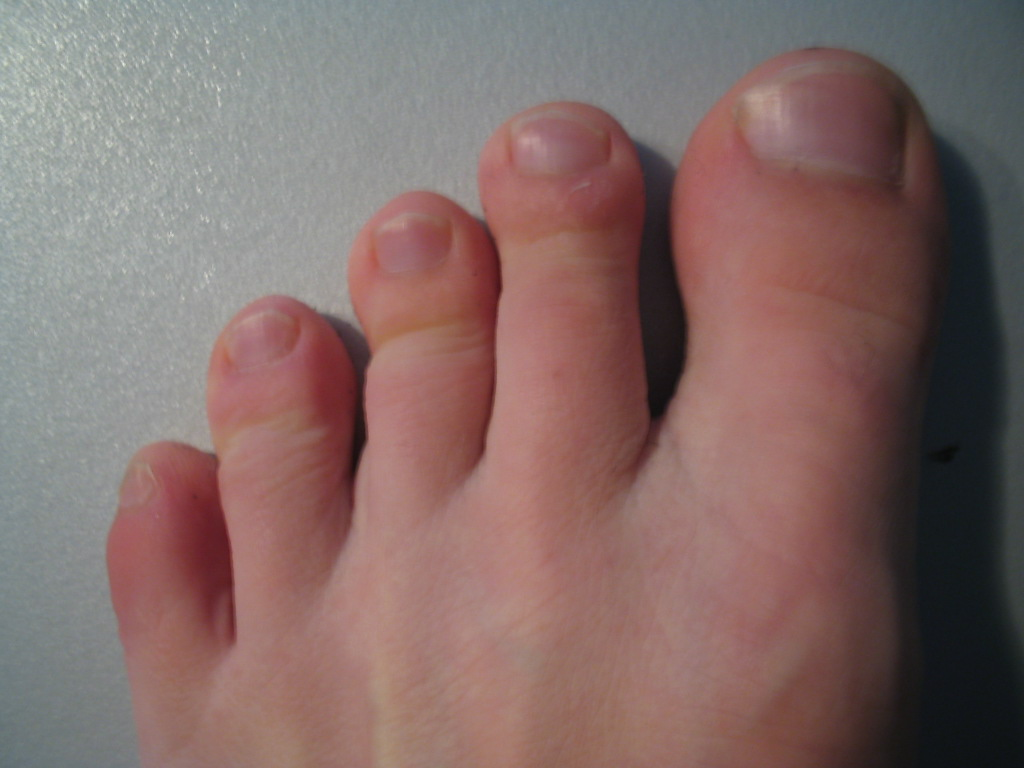
Dita del piede sinistro.

Diversamente da quanto avviene per le dita della mano, le dita dei piedi non possiedono una nomenclatura comune documentata, con l'eccezione del solo alluce (corrispettivo del pollice e più voluminoso tra le dita del piede, per il cui nome esiste un uso diffuso e documentato sia nella letteratura che nella lingua parlata e che trova origine dal latino hallux, hallucis). A partire dagli anni 2000 circola, online e su pubblicazioni non scientifiche, una serie variabile di nomi per le altre quattro dita del piede, dall'origine non chiara e forse semplicemente inventati, attestati in varie forme quali "illice", "trillice", "pondulo" e "minolo/mellino".
In ambito scientifico e più prettamente anatomico, laddove si ha la necessità di una nomenclatura, si è soliti invece numerare le dita del piede, assegnandole così un nome legato alla loro posizione. Si ha così che dal dito più vicino all'asse del corpo (l'alluce) verso quello situato più lateralmente, le dita del piede sono dette primo dito, secondo dito, terzo dito, quarto dito e quinto dito. In ambito medico è inoltre diffusa, sulla scia dell'uso anglosassone, la consuetudine di chiamare il terzo dito dito medio del piede ed il quinto dito mignolo del piede.

## Biologia
La formazione delle dita, nello sviluppo del feto, segue l'ordine: anulare, mignolo, medio, indice e, infine, pollice.

## Simbologia
Le dita vengono utilizzate per contare: il pollice esteso con la mano a pugno chiuso indica l'uno, il pollice e l'indice estesi indicano il due e così via. In alcune culture l'indice è il primo dito usato durante un conteggio.
Incrociare le dita (di solito l'indice e il medio: medio sopra, indice sotto) è un gesto scaramantico per attirare la fortuna.
L'anello nuziale viene portato ancora oggi sul quarto dito della mano sinistra, detto per tale motivo anulare, in quanto secondo un'antica credenza esso era collegato direttamente al cuore da una piccola arteria.

## Gestualità
La gestualità delle dita e delle mani costituisce un vero e proprio linguaggio, che affianca quello verbale e che in alcune culture (ad es. quelle latine) appare molto spiccato. Alcuni gesti si ritrovano universalmente, ma più spesso il significato ha un'origine culturale specifica.
Una punizione tradizionale che si ritrova pressoché in tutte le regioni del mondo (Europa, Asia, Africa) consiste nel colpire le dita: il pollice, l'indice e il medio, oppure tutte le dita, devono essere mantenuti estesi e uniti per ricevere i colpi vibrati con una riga, una bacchetta di legno o un bambù. Questo tipo di punizione era utilizzata in particolare in Francia dagli istitutori nella prima metà del XX secolo.